# Otgonni
Otgonni (en rus: Отгонный) és un poble (un khútor) de l'óblast de Volgograd, a Rússia, segons el cens del 2010 tenia 39 habitants. Pertany al districte municipal de Pal·làssovka.